# IC 351
IC 351 — галактика типу PN (планетарна туманність) у сузір'ї Персей.
Цей об'єкт міститься в оригінальній редакції індексного каталогу.